# Фелиш, Нуну
Нуну Мигел Мадейра Фернандеш Фелиш (порт. Nuno Miguel Madeira Fernandes Félix; родился 16 марта 2004 года в Портимане, Португалия) — португальский футболист, полузащитник клуба «Бенфика».

## Клубная карьера
Нуну начинал карьеру в академии «Портимоненсе», из которой он в 2016 году вошёл в систему «Бенфики». 14 декабря 2021 года полузащитник дебютировал во взрослом футболе за вторую команду клуба, отыграв матч Сегунды против «Академику де Визеу». Всего в своём первом сезоне Нуну принял участие в 3 встречах второй португальской лиги. 9 декабря 2023 года он впервые в карьере забил гол, поразив ворота «Насьонала».
15 февраля 2025 года состоялся дебют Нуну за «Бенфику»: он вышел на замену вместо Брумы на 86-й минуте игры Примейры против «Санта-Клары» и успел получить жёлтую карточку.

## Международная карьера
В 2021—2023 годах Нуну представлял Португалию на юношеском уровне. В составе юношеской сборной Португалии до 19 лет он принимал участие на юношеском чемпионате Европы 2023. На этом турнире Нуну провёл 4 матча и в итоге стал его финалистом. В 2023—2024 годах полузащитник являлся членом молодёжной сборной Португалии, отыграв за неё в общей сложности 6 игр и забив 1 мяч.